# Richard Vogel (Reiter)
Richard Vogel (vollständiger Name: Richard Franz Vogel, * 24. März 1997 in Binzwangen) ist ein deutscher Springreiter und unter anderem Einzel-Europameister 2025.

## Werdegang
Richard Vogel wuchs in einer mit dem Reitsport verbundenen Familie auf und begann im Alter von vier Jahren mit dem Reiten. Seine ersten Turniere ritt er mit sieben Jahren. 2010 konnte er seinen ersten internationalen Erfolg erzielen, als er die Europameisterschaft der Junioren in Malmö gewann. Ein Jahr vor dem Abitur brach er die schulische Laufbahn ab und begann eine Ausbildung zum Pferdewirt bei Bernd und Martina Herbert in Viernheim. Ab Oktober 2016 war Richard Vogel im Stall von Ludger Beerbaum als Bereiter tätig.
Durch seinen Sieg beim CHI Genf 2023 stieg er in die Top 10 der Weltrangliste der Fédération Équestre Internationale auf und zählt seitdem zu den erfolgreichsten Springreitern national sowie international. Zusammen mit seinem Geschäftspartner, dem Springreiter David Will, gründete er einen Ausbildungs- und Handelstall. Ab dem Jahr 2020 trainierte er zunächst in Dagobertshausen, inzwischen betreibt er zusammen mit seiner Lebensgefährtin Sophie Hinners den Standort des Ausbildungs- und Handelstalls in Pfungstadt. Dem Paar gelang im November 2024 eine besondere Erfolgsserie, als sie drei Stationen der Westeuropaliga des Springreitweltcups in Folge gewannen: Vogel in Lyon und Stuttgart, Hinners in Verona.
Mit seinem Hengst United Touch S nahm Richard Vogel an den Olympischen Sommerspielen 2024 und den Europameisterschaften 2025 teil. Während er bei ersteren noch ohne Medaille blieb, wurde Vogel 2025 mit neuem Rekordergebnis von nur 0,01 Strafpunkten über fünf Umläufe Einzel-Europameister. Zuvor hatte er mit dem deutschen Team bereits die Bronzemedaille gewonnen.

## Pferde

### Aktuelle
- Call Me Jabri (* 2016), AES-Schimmelstute, Vater: Call Me Pezi, Muttervater: Böckmann’s Lord Pezi[11]
- United Touch S (* 2012), Westfale brauner Hengst, Vater: Untouched, Muttervater: Lux Z[12]
- Phenyo van het Keysersbos (* 2015), brauner BWP-Hengst, Vater: Corydon van T&L, Muttervater: Heartbreaker
- Cherano 3 (* 2018), brauner Holsteiner Wallach, Vater: Cascadello I, Muttervater: Heraldik xx
- Carlos 852 (* 2016), brauner Hannoveraner Wallach, Vater: Contendro I, Muttervater: Drosselklang II
- Qaparezzo-A (* 2016), BWP-Fuchswallach, Vater: Arezzo, Muttervater: Corland
- Cubi Cubells (* 2015), braune Hannoveraner Stute, Vater: Comme il faut NRW, Muttervater: Julio Mariner xx
- Cloudio (* 2014), Holsteiner Schimmelhengst, Vater: Casall Ask, Muttervater: Cassini I
- Erevan de Flusel (* 2014), Selle Français-Fuchswallach, Vater: Mylord Carthago, Muttervater: Quidam de Revel

### Ehemalige Turnierpferde
- Cepano Baloubet (* 2014), DSP-Fuchswallach, Vater: Chaman, Muttervater: Stakkato's Highlight, seit Dezember 2024 von Christian Kukuk geritten[13]
- Big Red Balou 2 (* 2017), Hannoveraner Fuchswallach, Vater: Balou du Rouet, Muttervater: Goldfever 3[14], seit Juni 2025 von Hauke Bintig geritten
- Iron Dames Cydello (* 2014), Hannoveraner Fuchswallach, Vater: Cascadello, Muttervater: Forsyth FRH[15], seit Mai 2025 von Katrin Eckermann geritten

## Erfolge

### Championate
- Olympische Sommerspiele
  - 2024, Paris: mit United Touch S[16] 5. Platz mit der Mannschaft und 55. Platz im Einzel[17]
- Europameisterschaften:
  - 2025, A Coruña: mit United Touch S Goldmedaille im Einzel und Bronzemedaille mit der Mannschaft[18]

### Weitere Erfolge
- 2022:
  - 1. Platz beim Großer Preis von Stuttgart (Weltcupprüfung, CSI 5*-W) mit Accoton
- 2023:
  - 1. Platz beim CHI Genf mit United Touch S
  - 1. Platz des CSIO5* beim CHIO Aachen mit Cepano Baloubet
  - 3. Platz beim Großen Preis von Aachen mit United Touch S[19]
- 2024:
  - 1. Platz beim Badenia Grand prix in Mannheim mit Cydello
  - 1. Platz beim Großen Preis in Wellington mit United Touch S
  - 1. Platz beim Großen Preis von Stuttgart mit United Touch S[20]